# 232e brigade de lance-roquettes de la Garde
La 232e brigade de lance-roquettes de la Garde (en russe : 232-я гвардейская реактивная артиллерийская бригада), de son nom complet la 232e brigade de lance-roquettes de la Garde Prajskaia des ordres du Drapeau rouge et de Souvorov (232-я гвардейская реактивная артиллерийская Пражская Краснознамённая, ордена Суворова бригада) est une unité de l'Armée de terre russe (unité militaire n° 31643).
Cette brigade équipée de système de lance-roquettes multiples est basée à Tchebarkoul, au sein du district militaire central.